# Rio Goaţa Mică
O Rio Goaţa Mică é um rio da Romênia, afluente do Lotru, localizado no distrito de Vâlcea.